# Sophronica somaliensis
Sophronica somaliensis là một loài bọ cánh cứng trong họ Cerambycidae.